# Derive
Derive va ser un Sistema Algebraic Computacional, desenvolupat com a successor de MuMATH per Soft Warehouse a Honolulu, Hawaii, actualment propietat de Texas Instruments. Derive es va implementar en muLISP, també de Soft Warehouse. La primera versió es va produir el 1988. El producte es va discontinuar el 29 de juny de 2007 a favor a de TI-Nspire. La darrera versió del programa és Derive 6.1. Tenint en compte que Derive necessitava comparativament poca memòria era adequat per a l'ús en màquines en màquines velles o petites. Estava disponible només per Windows i MS-DOS i s'utilitzava en les calculadores de butxaca TI.